# Едропанелно строителство
Панелен блок (неформ. панелка) е жилищен блок, построен от стандартни стоманобетонни елементи (панели), произведени предварително в специално промишлено предприятие – домостроителен комбинат.
До края на 80-те години на ХХ век на територията на България са функционирали 30 домостроителни комбината (ДК), произвеждащи елементи за сгради по различни номенклатури.

## Български номенклатури за едропанелно жилищно строителство
Първите едропанелни жилищни сгради в България са построени през 1958-59 г. в ж.к. Толстой в София по разработки на Института за типизация и индустриализация на строителството (Нипро ИТИС). След тези експерименти през 1963 г. на Нипро ИТИС и на организациите „Главпроект“ и „Софпроект“ е възложено да изработят номенклатурата Бс-2-63 (обединена) за 4 и 6 етажа с малко надлъжно междуосие 3,60 m и напречно 2х5,10 m. По тази номенклатура в София е строено в ж.к. Свобода, Дружба 1, Сухата река, Младост 1 и др. Тази номенклатура е използвана от ДК през периода 1963–66 г. Такива панелки има и в квартал „Редута“ на улица „Погледец“.
На базата на 2-63 (обединена) през 1965 г. ИПП „Софпроект“ разработва номенклатурата Бс-VIII-Сф, която вече е за сгради с осем етажа за сеизмични райони. Междуосията са същите както при предходната. Използвана е в София и в други градове на страната. По нея в София са строени сгради в жилищните комплекси Младост 1, Дружба 1, Света Троица, Гевгелийски, Красна поляна, Илинден и др. Като цяло не получава голямо разпространение. Използването ѝ е прекратено през 1972 г.
През 1964 г. Нипро ИТИС разработва номенклатурата Бс-2-64. Производството на сгради по нея започва в ДК-2 в Земляне и затова тя е по-известна като 2-64 „Земляне“. Тя се характеризира с надлъжно междуосие 3,20 m и напречно 2х5,76 m. Най-характерната отличителна черта на тази номенклатура е изнесената напред стълбищна клетка, където се намира асансьорът, който спира на площадките между етажите. Тази номенклатура в този ѝ вид се използва до 1969 г., когато бива преработена от Нипро ИТИС, като ѝ е добавено и междуосие 3,60 m. Тази модификация е известна като Бс-2-69 (в други източници сигнатурата е Бс-VIII-НипроИТИС-69). Това е втората по популярност номенклатура в София, а сгради по нея са строени и в други градове на страната. Използвана е до края на 1970-те години.
През 1969 г. ИПП „Софпроект“ разработва номенклатурата Бс-69-Сф (в други източници е означена като Бс-V-VIII-Сф), която да замени разработената от тях Бс-VIII-Сф. И тази номенклатура предлага надлъжно междуосие 3,60 m, но напречното вече е по-голямо. Това е номенклатурата, по която са построени най-много секции в София, а е доста популярна и в останалите градове на България. Внедрява се в производство през 1972 г. и се използва до ликвидирането на едропанелното строителство в България през първата половина на 1990-те години. През годините тя търпи различни модификации (Бс-69-Сф-Уд, БП-87 и т.н.), като се обогатява с различни видове секции (крайни, ъглови и др.) или незначително се променя фасадата (най-вече прозорците на стълбищните клетки).